# نیپون شاریو
نیپون شاریو (به انگلیسی: Nippon Sharyo) شرکت تولیدکننده ماشین‌های ریلی در ژاپن است که در سال ۱۸۹۶ در شهر ناگویا تاسیس شده.
این شرکت در بورس توکیو عرضه شده و در سال ۲۰۰۸ شرکت راه‌آهن مرکزی ژاپن با در اختیار داشتن ۵۱٪ از سهام نیپون شاریو سهامدار عمده این شرکت محسوب می‌شود.